# America's Army
America's Army (známá také jako AA nebo Army Game Project) je taktický multiplayer (víceuživatelská hra) first-person shooter (střílečka z pohledu hráče) vlastněná Vládou Spojených státu amerických, vydaná jako public relation (styk s veřejností) iniciující pomoc s náborem do U.S. Army.
PC verze 1.0 s podtitulkem Recon byla vyvinuta a zveřejněna 4. června 2002. Od té doby už bylo zveřejněno více než 20 aktualizací, v současnosti je dostupná verze je 3.0. Hra je financována z daní amerických občanů a distribuována bez poplatků. Hra byla původně vyvíjena MOVES institutem na Naval Postgraduate School dále používající Unreal Engine.
Rise of a Soldier je podtitulkem hry pro herní konzoli Xbox která byla vyvinutá Americkou armádou (U.S. Army), firmou Ubisoft a firmou Secret Level. Verze pro mobilní telefony publikována firmou Gameloft. Arkádová verze používající světelné pistole je vyvíjena taktéž.

## Přehled
Hra spadá do podkategorií advergame, serious game a militainment. America's Army je vyvíjena od roku 2000 a stále se vyvíjí pomocí doplňků (add-ones) a záplat (patches). Verze pro operační systém Windows lze stáhnout z internetu, nebo v je k dostání v podobě DVD v náborovém centru americké armády. Všechny verze používají Evenbalancovu PunkBuster technologii k zamezení podvádění.
Profesor Michael Zyda, vedoucí a zakladatel MOVES Institute považuje Counter-Strike za model pro AA.
America's Army je relativně autentická v podání vizuální a akustické reprezentace boje, především týkající se znázornění použití zbraní a mechanizmů. Kritici však namítají, že nenabízí tak dokonalé ztvárnění válečné situace, jak se hra tváří.
America's Army je první počítačová hra, jenž je jednoznačně směrována k náboru, a zároveň prvním známým případem, kdy byla hra použita za politickými účely. Hra je použita jako herní náborový nástroj a kritici ji obviňují jako propagandu. Ve skutečnosti je hra vyvíjena regulérní firmou na vývoj her, která je ovšem dotována z peněz armády. Hra má stovky skalních fanoušku a stovky webových stránek zaměřených na dění kolem America's Army. poslední verze byla publikována 6. listopadu 2007, plná nových vlastností, oprav a se dvěma novými mapami Rummage a SF nemocnice SE.
Zdá se že náborový efekt je podobný s filmem a hrou se stejným názvem The Last Starfighter a k románu Enderova hra populární sci-fi příběhu z osmdesátých let.
Vývojáři hry uvedli, že k srpnu 2007 měla hra již přes 8,6 milionu registrovaných uživatelů, z nichž 4,8 milionu prošlo kompletním a základním tréninkem. S několikatisícovou základnou hráčů v letech 2002–2007 se drží hra na žebříčku mezi deseti nejúspěšnějšími hrami typu first-person shooter hraných online. Tato úspěšnost byla deklarována GameSpy Industry. Podobnou úspěšnost mají i hry Wolfenstein, Enemy Teritorry nebo Medal of Honor, které jsou v top desítce ve stejném časovém období.
Donedávna měli Americká Armáda a Icculus kontrakt v němž byla plánovaná podpora Americas's Army i na systémech na Mac OS X a Linux(X86 7 AMD64) v obou verzích a to jak klient tak server verze.
V současné době je hra s verzemi do 3.0 zcela mrtvá, funguje jen pár serveru a komunita jakoby neexistovala.

## Historie
- 1.0 (AA: Recon) – 4. července 2002
- 1.0.1 (AA: Operations) – 12. července 2002
- 1.0.1b (AA:O) – 25. července 2002
- 1.1.1 (AA:O) – 1. srpna 2002
- 1.2.0 (AA:O) – 22. srpna 2002
- 1.2.1 (AA:O) – 3. října 2002
- 1.3 (AA:O) – 10. října 2002
- 1.4 (AA:O) – 15. listopadu 2002
- 1.5 (AA:O) – 23. prosince 2002
- 1.6 (AA:O) – 16. března 2003
- 1.7 (AA:O) – 21. dubna 2003
- 1.9 (AA:O) – 8. srpna 2003
- 2.0 (AA:Special Forces) – 6. listopadu 2003
- 2.0a (AA:SF) – 21. prosince 2003
- 2.1 (AA:SF Downrange) – 1. června 2004
- 2.2.0 (AA:SF Vanguard) – 19. října 2004
- 2.2.1 (AA:SF Vanguard) – 18. listopadu 2004
- 2.3 (AA:SF Firefight) – 18. února 2005
- 2.4 (AA:SF Q-Course) – 16. května 2005
- 2.5 (AA:SF Direct Action) – 13. října 2005
- Xbox (AA:Rise of a Soldier) – 16. listopadu 2005
- 2.6 (AA:SF Link-Up) – 9. února 2006
- 2.7 (AA:SF Overmatch) – 14. září 2006
- 2.8 (AA:SF Coalition) – 21. prosince 2006
- 2.8.1 (AA:SF SMU GH Map Pack) – 22. březen 2007
- 2.8.2 (AA:SF Overmatch) – 6. září 2007
- 2.8.3 (AA:SF Overmatch) – 30. ledna 2008
- 2.8.3.1 (AA:SF Overmatch) – 25. března 2008
- 2.8.4 (AA:SF Overmatch) – 9. října 2008
- 2.8.5 (AA:SF Overmatch) – 25. dubna 2009
- 3.0 (AA) – 17. června 2009
- 4.0 (AAPG) – 29. srpna 2013

### Pozadí
DARPA (Defense Advanced Research Projects Agency) měla plán používat hry od roku 1980. Nicméně nebylo tomu tak do roku 1996, kdy byly na trh uvedeny počítačové hry s válečnou tematikou. Ty byly povoleny i pro vládní počítače U.S Marines (pěchotu). Experti z U.S Marines na simulaci zmodifikovali komerční hru DOOM II a vytvořili Marine DOOM, který se začal používat jako taktický tréninkový nástroj.
Úspěch hry Marine DOOM vedl U.S Marine Corps ke kontraktu s firmou MÄK Technologies, která pro ně měla vyvinout Marine Expeditionary Unit 2000 následující rok. Tato hra byla první hrou dotovanou a vyvíjenou Ministerstvem obrany (Department of Defense) a komerční Herní firmou.

### Vývoj
Lieutenant Colonel E. Casey Wardynski, v té době profesor ekonomie na United States Military Academy ve West Pointu, přišel s nápadem na online videohru k zástupci ředitele štábu (Chief of Staff) pro posádky a asistentu sekretariátu armády (Secretary of the Army) pro vojenské pracovní síly. Hned poté, co je přesvědčil o svém projektu a finančních výhodách analýzy pracovních sil ve West Pointu, začal vedoucí Army game project pracovat s profesorem Zyda.
V květnu roku 2000 Americkou Armáda začala spolupracovat s MOVES Institute a Naval Postgraduate School na vývoji hry.
V roce 2001 dalo Ministerstvo obrany (Department of Defense) licenci na trénink vojenských sil Tom Clancy's Rainbow Six: Rogue Spear od francouzské firmy Ubisoft.
Zyda řekl v pozdějším interview s Gary Webb, "mysleli jsme že budeme mít spoustu problémů. Naštěstí země je v dobrem rozpoložení, takže vše, co se týče vojenských záležitostí je průchodné. ...9/11 tak trochu potvrdil úspěch této hry. Nejsem si jist jakého jiného ohlasu by se jinak mohlo dosáhnout."
V květnu 2002 byla hra ohlášena a prezentována veřejnosti na E3 v kombinaci se statickou obrazovou dokumentací s vojáky a ozbrojeným vozidlem M6 Bradley Linebacker.
V dni nezávislosti 4. června 2002 byla vydána po třech letech vývoje a 6-8 milionech amerických dolaru nákladu America's Army s pilotním názvem Recon. Hra snadno dostupná, hratelnost byla podobná jako u Counter-Strike. Hra měla jak Unreal Engine tak otevřené servery sponzorované U.S.Army.
America's Army: Důležitou roli ve vývoji bylo vyjasnit kariérní postup v U.S.Army. Někdejší vývojář dodal "smutný, kňučící smrt předtím, než kdykoli uzřelo světlo světa".
Taktéž v roce 2002 byla vytvořena Německým počítačovým inženýrem ArmyOps tracker website, za cílem shromáždění statistik jako například, čísla hráčů, počet zabitých a hodin strávených hraním.

### Pozdější vývoj
V roce 2003 byla Tom Clancy's Rainbow Six 3: Raven Shield licencována Americkou armádou pro testování dovedností vojáků.
America's Army 2.0 byla publikována 6. listopadu, 2003. Hra byla nazvána plným jménem America's Army: Special Forces. Na bukletu od MOVES Institute byl publikován text od Wagner James Au sdělující "Ministerstvo obrany chce zdvojnásobit počet svých speciálních sil, hlavně v Afghánistánu a severním Iráku. Následně tyto nabídky snížili počet přihlášek v tehdejší verzi America's Army.
Poté, co se hra osvědčila, US Navy rozhořčil nedostatek informaci o jejich spolupráci a začala politicky bojovat proti projektu. Následně byl(březen 2004) na základě obvinění ze špatného hospodaření přesunut z Naval Postgraduate School na nové místo.

### Další platformy
Po převzetí produkce Armada zveřejnila exkluzivně dlouhotrvající kontrakt s firmou Ubisoft za cílem oslovit širší a mladší klientelu. Další verzi pro Xbox vyvinul Ubisoft ve spolupráci U.S. Army nazvanou America's Army: Rise of a Soldier.
Navzdory desetiletému kontraktu veškerou kontrolu nad komunikací s veřejností a reklamou převzala Armáda. Xbox verze byla vydána v listopadu 2005. Verze pro PlayStation 2 měla být rovněž vydána nicméně bylo zrušeno. Pro mobilní telefony byla vytvořena verze s názvem Gameloft.
Na popud Colonel Wardynski vyvolala hra zájem Amerických vládních agentur včetně tajné služby (Secret Service), výsledkem bylo vytvoření tréninkové verze podobné té volně šířené používané pouze pro vládní účely. V Armádně zbrojním výzkumu, vývojovém a technologickém centru v jednom z nových vývojových míst byla hra použita na testování zbraní.
America's Army 3.0 byla anoncována na přelom 2008. tato verze se má soustředit na výkon a grafickou flexibilitu za účelem pokrýt co nejširší pole domácích PC přičemž hra má být nadále šiřitelná zadarmo.

### Použití specializovaného hardwaru
Vývojáři America's Army momentálně implementují použití speciálních zařízení do hry. Od verze 2.8.1 má America's Army limitovanou podporu TrackIR od NaturalPoint Inc. TrackIR je motion trecking zařízení nahrazující myš. Příští verze 2.8.2 bude obsahovat vylepšení pro použití přilby (Headset).
Jako další rozhraní je plánovaná klávesnice Logitech G15.
LCD obrazovka připojená ke klávesnici bude zobrazovat statistiky a informace pro hráče. Klávesnice bude plně podporovaná od verze 2.8.2.

## Zkušenosti americké armády
Vývojáři America's Army přišli také s dalšími simulátory publikované na několika výstavách, např. Xprize Cup.
Do modelu Humvee je umístěn přístřešek s třemi projekcemi. Automobil má pět sedaček kde každá z osob může používat opravdovou M-16 modifikovanou na světelnou zbraň (Lightgun). Nicméně řidič má k použití pouze 9mm zbraň. Simulátor je schopný alternovat reálné situace, jako např. pohyb vozidla, otřesy a vydává patřičné zvuky přejíždějíc IED. Podávané instrukce nabízejí stručný přehled použití zařízení a během simulace rozlišovat IED, teroristy civilisty a nepřátele. Simulátor trvá asi 5-10 minut a pro vstup je nutné si nechat vytvořit America's Army kartu.

### F2C2
Následovník America's Army bude Future Force Company Commander (F2C2) zobrazující armády v roce 2015. Na objednávku dodavatele obrany Science Applications International Corporation společně s Firmou Boeing je tato hra je vyvíjena firmou Zombie Studios založená na enginu Empire Earth II za účelem podpořit Future Combat Systems (FCS), což je projekt modernizace armády. Část peněz 1.5 milion dolarů je placená z daní. Po 11 měsících vývoje byla hra uvolněna v květnu 2006 na stránkách „Army website“, opět stažitelná zadarmo.

### Herní prostředí
America's Army je týmová taktická hra s charakteristikou podobnou Counter-Strike, kde uživatel hraje za vojáka americké armády, nemusí si ovšem na začátku kola kupovat zbraně a náboje. Předtím, než je hráč připuštěn k vlastní hře musí projít čtyřmi tréninkovými mapami a uložené výsledky jsou odeslány online. Po zdoláním dalších třinácti tréninkových kol se umožní hráči stát se zdravotníkem, umožní mu stát se na mapách typu Special Forces členem těchto jednotek, HMMWV řidič, CROWS dělostřelec, a Javelin Missile operátor. Aby byl hráč schopen používat odstřelovačky, musí vyplnit krátké tréninky – jeden pro „lehkou“ M24 a jeden pro „těžkou“ M82.
Hlavní část hry je multiplayer kde hráč je prezentací vojáka U. S. Army, nebo člen speciální jednotky (Special Forces), hraje za domácí tým proti cizím nepřátelům.
Jedena z nezvyklých vlastností America's Army je způsob zobrazení protihráče. Hráči jsou rozděleni do dvou týmu, obvykle rozdělení na přepadovou jednotku a obránce. Přepadová jednotka prohrává pokud nevyplní některý z objectivů v daném čase. Hráči vidí sami sebe vždy jako vojáka z U. S. Army. Ostatní jsou vždy nepřátelé – OPFOR, nebo je možné také narazit na civilisty, kteří se ve většině případů nepohnou z místa. Za jejich zranění hráč obdrží trestné, takzvané ROE body, které snižují jeho udržené body během hraní.
Uživatele se ocitá v roli amerického vojáka držící americkou zbraň, kterou si předem vybere z tabulky se zbraňovými sloty – každý slot může být obsazen pouze jednou, jednotlivé sloty se také liší startovací pozicí. Oponenti jsou neuniformovaní a používají zbraně, které bychom dnes přiřadili do rukou teroristům – AK a jemu podobné. Všechny zbraně po zabití nepřítele zůstávají na zemi a je možné je použít.
Ovšem díky tomu, že jste vždy členem amerického squadu a vždy vidíte členy jako enemy (stejně jako oni vás), je s tím trochu potíž. Je to složité na vysvětlení, ale pokud má nepřítel M16, vy ji vidíte jako AK-47 a ve vašich rukou se tak také chová – ačkoliv pro nepřítele je to stále M16.
Kolo končí, jak už to bývá, ve chvíli kdy jeden z týmu vyhrál. V některých případech, jako například pokud oba týmy jsou vyloučeni a čas už dobíhá, skončí hra nerozhodně. Tým vyhrává ve chvíli kdy dosáhne svého, nebo zabije všechny oponenty.
Podvádění přes wallhack, nebo aimbots je běžným problémem America's Army a je odstraňována za pomocí nástroje PunkBuster.
Nová verze je o trochu lépe zabezpečená proti podvádění. Vývojáři America's Army se stále snaží najít proti podvádění co nejúspěšnější řešení. Za pomoci Anti-Cheating Organizations jako jsou Anti-Cheating Incorporated, ACI, Airdale Ops Network, AON, and America's Army Server Admins, AASA, Server Admins mohou streamovat jejich herní servery přes tyto organizace a tak identifikovat porušování PunkBuster. Pokud je takovýto pokus zaznamenán je účet uživatele přidán do MBL (Master Ban List) a uživateli je znemožněno hrát na serverech MBL organizací. Na některých serverech je zakázáno používat granáty po určitou dobu od začátku hry. Tato pravidla vznikla z popudu hráčů, kteří považují za nefér, když nepřítel pálí granáty tam, kde si sice ví, že se nachází enemy, ale nevidí jej – vsází na určitý čas o kterém ví, že by se tam měli nacházet protihráči (zakázány konkrétně spawnshots" a některé typy dropshot). Převážně kvůli střelám dropshots (M203 granáty) vystřelených do vzduchu povětšinou do prostor mimo hráčovo pole viditelnosti. Na Brige Crossing mapě je dropshot dokumentovaný téměř na všech pozicích mapy. Za Spamming se považuje pálení granátu (SAW, 203 granátu) bez specifického míření ve směru nepřítele, nebo v pálení v předpokládatelném směru v určeném časovém rozmezí.
Podle nastavení serveru je umožněno divákovi pozorovat hru až třemi různými způsoby. První, hráč je pořád přítomný, dovolující "mrtvému" hráči vybrat si
svou roli v týmu, ale i roli nepřátele (opět záleží na nastavení serveru) vidíc jeho očima. Další dovoluje rotovat pohledem kolem vybraného hráče a třetí verze dovoluje nahlížet na určitou část mapy.

## America's Army Tracker
America's Army má jedno unikum oproti ostatním on-line hrám. Spadá totiž pod křídla rodiny trackerů. Ty sice nejsou oficiální, ovšem například u AA je tracker podpořen alespoň propagací – při každé registraci je v příchozím mailu zmínka právě o tomto webu. Na stránce www.aaotracker.com se mohou jednotliví hráči registrovat a pokud dodrží všechny podmínky pro správný chod svého účtu, budou se mu sem nahrávat téměř veškeré jeho statistiky. A nejde pouze o killy a KIA (killed in action)! Můžete zde nalézt také odehranou dobu, naskórované body, údaje o posledních hrách na serverech s veřejným přístupem (public servers). Většinu těchto dat také posléze zprůměrovává vzhledem k určité časové jednotce (killy za hodinu, nahrané hodiny za den, atd.) a to i u všech map jednotlivě.
Pro trackování vašich statistik je ovšem nutno udržovat na účtu jméno jako máte ve hře, nebo jej měnit tak, aby byl neustále v souladu právě s vaším loginem (oba nicky lze průběžně měnit).
Služby této stránky jsou pro její uživatele naprosto zdarma.

## AA mission editor
poslední verze 2.8 obsahuje nástroj nazvaný AA mission editor (America's Army Mission Editor, nebo AAME), postavený na Unreal editačním nástroji použitým na výrobu oficiálních map AA a to za účelem dovolit hráčům editovat, vytvářet svoje vlastní mapy (což samozřejmě přispívá k větší oblibě hry). Seditované mapy jsou posuzovány na AA Mission Depot a mají naději být zahrnuty v budoucí oficiální verzi. V současnosti se asi nejvíce mluví o zařazení mapy Operation Shrouded Eagle, která uvrhá hráče do prostředí obrovského mnohaposchoďového hotelu. Tím by se stala největší oficiální mapou této hry, na které nebojují A.I. nepřátelé. Manuály na vytváření map lze najít v game manuálu, jenž je postaven na wiki systému.

## 2.8.1/2 patch
OD verze 2.80 bylo publikováno 360MB záplat pro 2.81 a 900MB záplat pro verzi 2.82. V 2.81 bylo přidáno několik map a opraveno pár chyb (bug).
V 2.8.2 bylo úprav více a jedna ze záplat přidala sebe ozdravující nástroj přirovnatelný k obvazu. Nová záplata (patch) také přinesl novou mapu Rummage a SF Hospital, speciální edici oblíbené SF Hospital. Mapa sama o sobě se moc nezměnila (pouze extraction point pro VIP byl změněn do formy vrtulníku), ale byli zdokonaleni civilisté, kteří na této mapě chodí a pobíhají, čímž se snižuje výhoda hráčů s "absolutním zvukem", kteří slyší naprosto každý krok. Za zranění civilisty se opět počítají trestné ROE body.

## Polemika
Nezávisle k obecné polemice nad hrami zaměřující se na zabíjení virtuálních lidí America's Army zapříčinila dodatečnou polemiku a nesouhlas stávající se novinářským a akademickým subjektem.

### Realita
Hlavním aspektem těchto her je relativně dokonalé zobrazení funkčnosti zbraní. Nicméně, kritici zdůrazňují, že hra postrádá důležité aspekty vojenského života, jako například emocionální trauma, které mohou vojáci zažívat konfrontující se v boji.
Nejznámější problém jenž vyvěrá na povrch je gore (graphic violence, grafické násilí), které někteří považují více za téma o sobě, než ve skutečnosti je (především hráči). Jedním z důvodu je, že příliš grafického násilí (gore) muže pozdvihnout ESRB's bodování hry nad 10, zvláště když jsou cílem náctiletí právě pod věkovou hranicí pro odvod (v U.S. 17 let). Další zmiňovaným „problémem“ je, že v některých případech vysoké vizuálního násilí neosloví potenciální brance. Jak se píše v jednom z příspěvku na oficiálních stránkách „pochybuju, že by se někdo chtěl přihlásit do armády potom, co viděl odlétat svoje ruce a nohy, nicméně je to dostatečně zábavné na to, aby hru hrály miliony lidi po celém světě.“
Dalším z možných dopadů muže být díky glorifikaci násilí nárůst kritiky vůči armádě stavějící se oproti cílům vývojářů.

### Záměr
America's Army je vyrobena s úmyslem ukázat Americkou armádu v pozitivním světle. Na oficiální stránce s častými dotazy (FAQ) vývojáři přiznávají tento důvod a uvádějí jej jako důvod proč i lidé z okolních státu mohou hrát America's army. "Chceme ukázat světu jak skvělá je americká armáda".
Absolvent školy Utrecht University považuje hru "s jejím vládním pozadím spíše jako advergame než jako propagame".
Chris Chambers, zástupce ředitele vývoje America's Army přiznává, že je hra náborovým nástrojem a armáda ochotně přiznává America's Army je propagandistickým nástrojem (Chris Morris publicista a ředitel obsahového vývoje).
America's Army je považována Americkou armádou jako "kvalitní nízkorozpočtový náborový nástroj", zamýšlející stát se součástí mladé generace jak dosvědčil Timothy Maude před „Senate Armed Services Committee“.
Hra je také popisovaná jako prodloužená ruka vojenské reklamy, nazývané taktéž jako "militainment" v budoucnu stírající hranice mezi zábavou a válkou, s výtkou že tento způsob směřuje k militarizaci společnosti.
Na oficiálních stránkách, které musí být navštívené předtím, než může uživatel začít hrát hru, je odkaz na náborové stránky do U.S. Army (goarmy.com). Další z náborových nástrojů, který má vysokou pravděpodobnost úspěchu než kterýkoli jiný systém (uvedeno Army Subcommittee Testimony v únoru 2000). Hlavním cílem je navedení hráčů na stránky, toto je potvrzeno 28% návštěvností přicházející z America's Army.
V častých otázkách (FAQ) na oficiálních stránkách, jejich vývojáři uvádí jako výhodu její snadné ovládaní i pro náctileté. Platí "V základní škole se děti učí, že vyhrát svobodu pod vládou George Washingtona a jeho armády hrálo klíčovou roli k potlačení Hitlerova útlaku. Dnes musí vědět, že armáda působí po celé zemi k obraně proti protiamerickým teroristům narušující její svobodu".
Gary Webb přiznává, důvod testování potenciálních rekrutů
je důležitá role hry a veřejnost si toho není vědoma. Načeš uvedl, že mapování hráčů a statistik, může být dobrý způsob jak utratit daně.
Francouzsko-kanadské noviny poukázali na morální problém hry. Prohlašující. Armáda nemá žádné právo rekrutovat děti ve věku 9-12 let kteří patří do nejsnadněji přesvědčitelné audience.